# Rablay-sur-Layon
Rablay-sur-Layon ist eine Ortschaft und eine Commune déléguée in der französischen Gemeinde Bellevigne-en-Layon mit 742 Einwohnern (Stand 1. Januar 2022) im Département Maine-et-Loire in der Region Pays de la Loire. Die Einwohner werden Rablayens genannt.
Mit Wirkung vom 1. Januar 2016 wurden die Gemeinden Champ-sur-Layon, Faveraye-Mâchelles, Faye-d’Anjou, Rablay-sur-Layon und Thouarcé zu einer Commune nouvelle mit dem Namen Bellevigne-en-Layon zusammengelegt. Die Gemeinde Rablay-sur-Layon gehörte zum Arrondissement Angers. 

## Geografie
Der Ort Rablay-sur-Layon liegt am Layon, etwa 13 Kilometer südlich von Angers in den Weinhügeln des Weinbaugebietes Anjou bzw. Coteaux-du-Layon. 

## Bevölkerungsentwicklung
| Jahr                       | 1962 | 1968 | 1975 | 1982 | 1990 | 1999 | 2005 | 2015 |
| -------------------------- | ---- | ---- | ---- | ---- | ---- | ---- | ---- | ---- |
| Einwohner                  | 568  | 537  | 507  | 592  | 571  | 635  | 703  | 789  |
| Quellen: Cassini und INSEE |      |      |      |      |      |      |      |      |

## Sehenswürdigkeiten

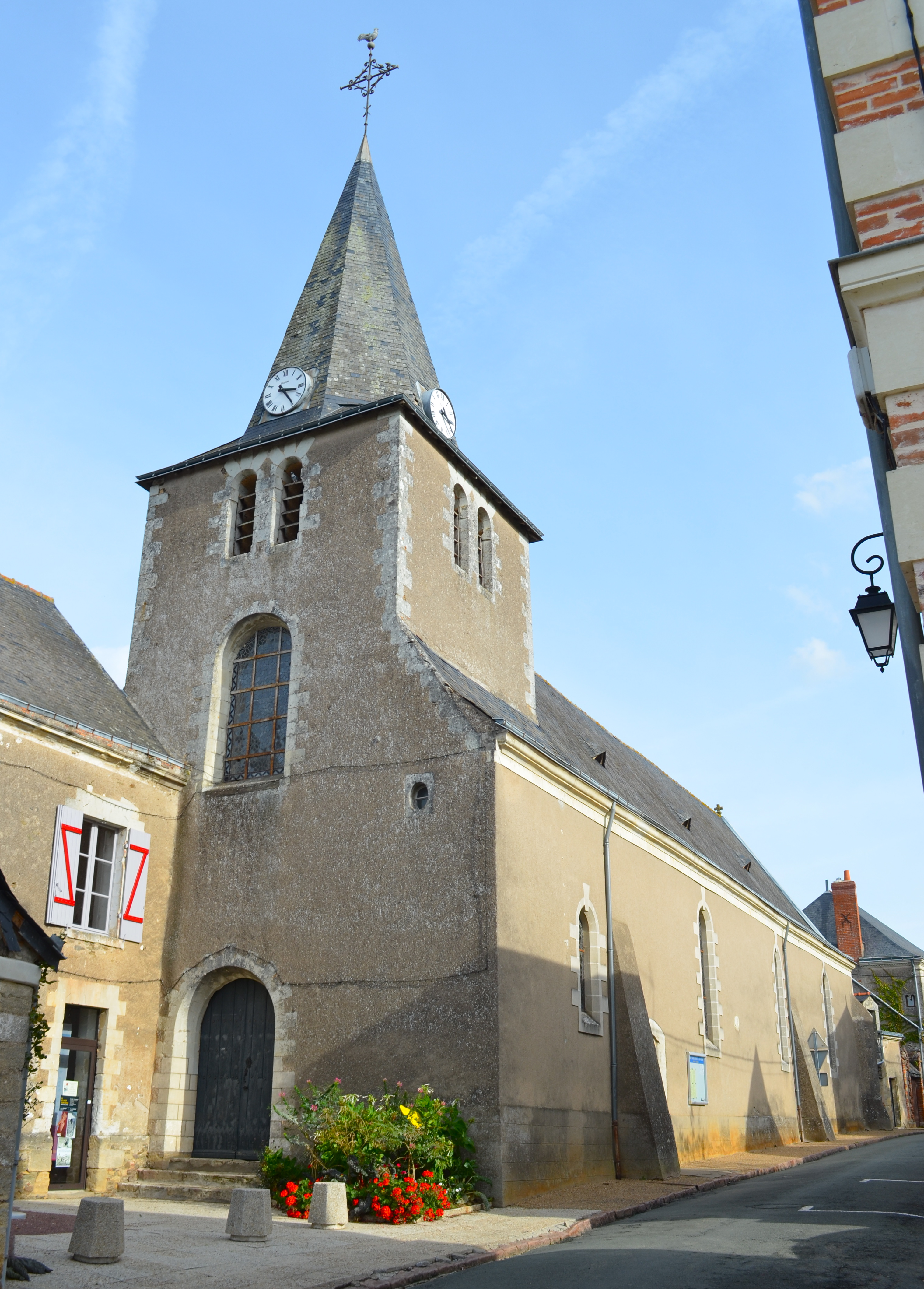
Kirche Saint-Pierre
- drei Schlösser
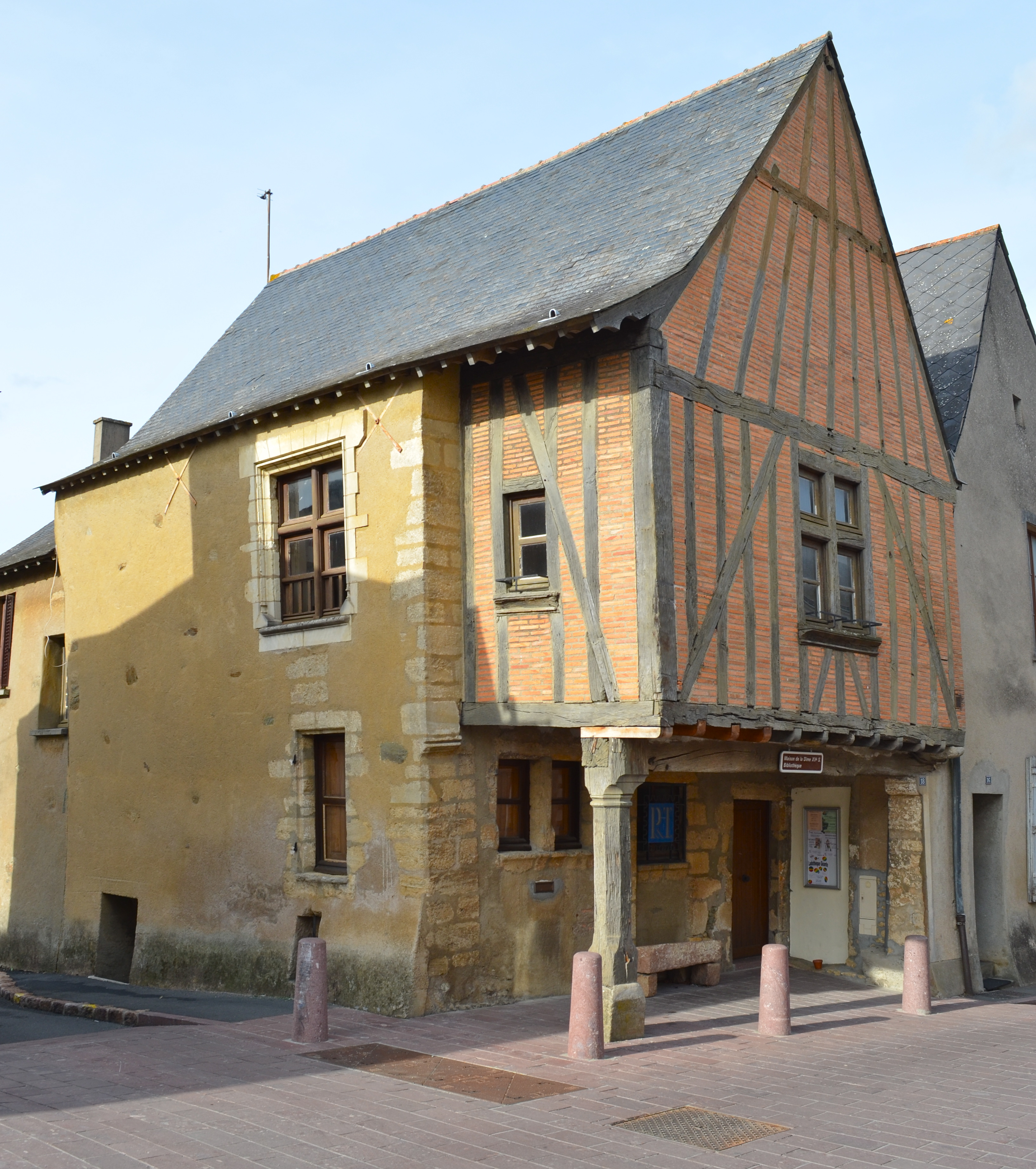
ehemalige Zehntscheune

- Kirche Saint-Pierre
- Ehemalige Zehntscheune